# Colletes prosopidis
Colletes prosopidis là một loài Hymenoptera trong họ Colletidae. Loài này được Cockerell mô tả khoa học năm 1897.